# Łagiewniki (gmina Sompolno)
Łagiewniki – kolonia w Polsce położona w województwie wielkopolskim, w powiecie konińskim, w gminie Sompolno, w sołectwie Marianowo. Wyróżnione są też nazwy Łagiewniki Górne i Łagiewniki Dolne.
W latach 1975–1998 miejscowość administracyjnie należała do województwa konińskiego.
Mieszkańcy Łagiewnik wyznania katolickiego przynależą do parafii św. Mateusza Apostoła w Lubstówku, a mieszkańcy Łagiewnik Dolnych do parafii Narodzenia Najświętszej Maryi Panny w Racięcicach.
W Łagiewnikach urodził się Mieczysław Tomczak - poseł na Sejm.